# Mark Russell (Schauspieler)
Mark Russell (* 12. November 1933 in Glasgow) ist ein US-amerikanischer Schauspieler.
Mark Russell trat als Nebendarsteller in über 25 verschiedenen amerikanischen Fernsehserien auf. Die von ihm verkörperten Personen waren vor allem Polizisten, Geheimagenten und andere Autoritätsfiguren. In Deutschland ist Russell hauptsächlich aus der Serie Kojak – Einsatz in Manhattan bekannt, in 105 Episoden stellte er dort den Detective Percy Saperstein dar.

## Filmografie
Fernsehserien
- 1964–1967: Auf der Flucht
- 1967: Star Trek
- 1967: Bezaubernde Jeannie
- 1967–1968: Invasion von der Wega
- 1968: Ein Käfig voller Helden
- 1968–1969: Planet der Giganten (Land of the Giants)
- 1969: Adam-12
- 1969: Polizeibericht
- 1965–1969: FBI
- 1971: Columbo
- 1971: Männerwirtschaft
- 1969–1972: Mannix
- 1972: Ghost Story
- 1966–1972: Kobra, übernehmen Sie
- 1970–1972: Ein Sheriff in New York
- 1973: Banacek
- 1971–1973: Cannon
- 1972–1974: Notruf California
- 1973–1978: Kojak – Einsatz in Manhattan
- 1978: Hawaii Five-O
- 1981: Nero Wolfe
- 1981: Quincy

Spielfilme
- 1967: Wie man Erfolg hat, ohne sich besonders anzustrengen (How to Succeed in Business Without Really Trying)